# Ivan Ždanov
Ivan Ždanov (in russo Иван Юрьевич Жданов?, Ivan Jurievič Ždanov; Rostov sul Don, 17 agosto 1988) è un politico, avvocato e attivista russo, direttore della Fondazione Anti-corruzione (FBK) e membro del Consiglio centrale del partito Russia del Futuro.

## Biografia
Ivan Ždanov è nato il 17 agosto 1988 a Rostov, in una famiglia di militari. Nel 2010 si è laureato presso l'Università statale di diritto di Mosca. Tra il 2011 e il 2013 ha lavorato nel Servizio federale antimonopolio e nell'apparato della Duma di Stato come capo regionale del partito Russia del Futuro nell'area di Mosca. Nel 2014 ha iniziato a lavorare presso la Fondazione Anti-corruzione di Aleksej Naval'nyj come avvocato, diventandone direttore nel 2018. Durante la campagna elettorale a Novosibirsk nel 2015, è stato aperto un procedimento penale contro Zdanov ai sensi dell'art. 142 del codice penale della Federazione Russa "Falsificazione di documenti elettorali, documenti referendari".
Nel 2016, è stato registrato come candidato al Consiglio dei deputati dell'insediamento rurale di Barvikhinskoye. Durante la campagna elettorale, è stato aperto un nuovo procedimento penale contro Ždanov per presunta evasione dal servizio militare (parte 1 dell'articolo 328 del codice penale della Russia), e sono state condotte perquisizioni nel suo appartamento. Successivamente, le elezioni sono state annullate dalla Commissione centrale elettorale  della Federazione Russa. Il 16 dicembre 2019 Ždanov ha annunciato la sua intenzione di candidarsi come deputato alle elezioni parlamentari russe del 2021; ha anche aggiunto di aver preso questa decisione durante l'arresto. Nel 2021, la Commissione Centrale Elettorale vieta al politico di candidarsi.
È stato ripetutamente arrestato. Anche il padre Jurij fu arrestato come ritorsione nel 2023.. Ha trascorso circa due anni in carcere, condannato a tre anni di reclusione, ed è stato rilasciato in libertà condizionale nel 2023. 
Come tutti i collaboratori di Naval'nyj è stato inserito nella lista dei ricercati, e da allora vive in esilio, essendosi trasferito a Vilnius in Lituania.
Nel marzo 2025 ha presenziato all'inaugurazione di una targa con cippo in memoria di Navalny a Milano assieme alla figlia dell'oppositore Dar'ja Navalnaya.